# David Hubert
David Hubert (Uccle, 12 febbraio 1988) è un allenatore di calcio ed ex calciatore belga, di ruolo centrocampista.

## Carriera

### Club
Milita nel Genk da quando aveva 11 anni, debuttando in massima serie a 19 anni. Con il Genk ha vinto la Coppa del Belgio nel 2009 e poi due anni più tardi ha centrato l'accoppiata campionato-supercoppa nazionale.

### Nazionale
Ha giocato per 4 volte con la maglia della nazionale belga Under-23. Nel maggio 2011 è stato convoncato per la prima volta con la nazionale belga, senza scendere in campo.

## Statistiche

### Statistiche da allenatore
Statistiche aggiornate al 25 settembre 2024.
| Stagione        | Squadra         | Campionato      | Campionato | Campionato | Campionato | Campionato | Coppe nazionali | Coppe nazionali | Coppe nazionali | Coppe nazionali | Coppe nazionali | Coppe continentali | Coppe continentali | Coppe continentali | Coppe continentali | Coppe continentali | Altre coppe | Altre coppe | Altre coppe | Altre coppe | Altre coppe | Totale | Totale | Totale | Totale | % Vittorie | Piazzamento    |
| Stagione        | Squadra         | Comp            | G          | V          | N          | P          | Comp            | G               | V               | N               | P               | Comp               | G                  | V                  | N                  | P                  | Comp        | G           | V           | N           | P           | G      | V      | N      | P      | %          | Piazzamento    |
| --------------- | --------------- | --------------- | ---------- | ---------- | ---------- | ---------- | --------------- | --------------- | --------------- | --------------- | --------------- | ------------------ | ------------------ | ------------------ | ------------------ | ------------------ | ----------- | ----------- | ----------- | ----------- | ----------- | ------ | ------ | ------ | ------ | ---------- | -------------- |
| set. 2024-2025  | Anderlecht      | D1              | 19         | 10         | 3          | 6          | CB              | 5               | 4               | 1               | 0               | UEL                | 10                 | 4                  | 3                  | 3                  | -           | -           | -           | -           | -           | 34     | 18     | 7      | 9      | 52,94      | Sub., in corso |
| Totale carriera | Totale carriera | Totale carriera | 19         | 10         | 3          | 6          |                 | 5               | 4               | 1               | 0               |                    | 10                 | 4                  | 3                  | 3                  |             | -           | -           | -           | -           | 34     | 18     | 7      | 9      | 52,94      |                |

## Palmarès
- Coppa del Belgio: 1

Genk: 2008-2009
- Campionato belga: 1

Genk: 2010-2011
- Supercoppa del Belgio: 1

Genk: 2011